# Estudiantes de la Biblia (movimiento)
El movimiento de los Estudiantes de la Biblia fue un movimiento religioso cristiano restauracionista y milenarista surgido en la década de 1870 en los Estados Unidos —antecesor de diversas confesiones cristianas antitrinitarias, restauracionistas y milenaristas surgidas entre las décadas de 1910 a 1930— a partir de la ideología religiosa y puntos de vista escatológicos, esotéricos y apocalipticistas de Charles Taze Russell (1852–1916) y la fundación de la Zion's Watch Tower Tract Society en 1881. Los miembros del movimiento religioso se referían a sí mismos de diversas formas: como Estudiantes de la Biblia, Estudiantes de la Biblia Internacionales, Estudiantes de la Biblia Asociados o Estudiantes de la Biblia Independientes; calificativos adoptados formalmente por muchos de los movimientos religiosos que se separaron y se distanciaron de las facciones afines al presidente de la sociedad Watchtower, Joseph Franklin Rutherford, desde la década de 1910 en adelante.
Una serie de cismas dentro de las congregaciones de Estudiantes de la Biblia asociadas con la Sociedad Watchtower entre 1909 y 1931, culminaron con la disolución de facto del movimiento religioso y su escisión en diversas confesiones y movimientos religiosos. El cisma más significativo comenzó en 1917 después de la elección de Rutherford como presidente de la Sociedad Watch Tower dos meses después de la muerte de Russell. El cisma comenzó con el controvertido reemplazo por parte de Rutherford de cuatro miembros de la junta directiva de la Sociedad y la publicación de The Finished Mystery en julio de 1917. Miles de miembros abandonaron las congregaciones de Estudiantes de la Biblia asociados con la Sociedad Watchtower durante las décadas de 1920 y 1930, debido a las predicciones fallidas de Rutherford para el año 1925, la creciente desilusión con sus continuos cambios doctrinales y organizativos, el personalismo ideológico adoptado por Rutherford y su campaña por el control centralizado de la Iglesia.
William Schnell, autor y exmiembro de los testigos de Jehová, así como otros autores, afirman que tres cuartas partes de los Estudiantes de la Biblia originales que se habían asociado con la Sociedad Watch Tower hacia 1919 dejaron el movimiento durante el transcurso de las décadas de 1920 y 1930, como consecuencia del cisma y del creciente autoritarismo de Rutherford. Entre 1918 y 1931, varias facciones que se distanciaron de Rutherford y se independizaron de la autoridad de la Sociedad Watchtower, se adhirieron a otras confesiones cristianas o formaron sus propios movimientos grupos independientes, incluido el Movimiento Stand Fast, el Instituto Bíblico Pastoral, la Laymen's Home Missionary Movement fundado por Paul Johnson y la Asociación de Estudiantes de la Biblia El Alba. Posteriormente, y durante el transcurso del siglo XX, otras facciones que se distanciaron de los testigos de Jehová se unieron a los movimientos disidentes a las ideologías adoptadas por Rutherford y a otras denominaciones cristianas. Estos grupos van desde facciones conservadoras (que afirman ser los continuadores y verdaderos seguidores de Russell y se oponen a las ideologías y puntos de vista adoptados por Rutherford, Knorr y el cuerpo gobernante de los testigos de Jehová desde 1931 a la actualidad) hasta facciones más liberales y por lo tanto, afines al cristianismo no denominacional (que afirman que el papel de Russell no es tan importante como se creía, o son críticos con las ideologías y puntos de vista escatológicos, personalistas y apocalipticistas sostenidos por Russell, Rutherford, Knorr y el cuerpo gobernante de los testigos de Jehová, incluyendo su oposición al ecumenismo y el rol de las teorías de la conspiración como mecanismos de coerción y vulneración a los derechos humanos).
Los adherentes a Rutherford tomaron el control administrativo y societario de la Sociedad Watchtower y adoptaron el nombre de Testigos de Jehová en julio de 1931 para diferenciarse y distanciarse radicalmente de quienes eran disidentes a la ideología y puntos de vista de Rutherford.

## Historia

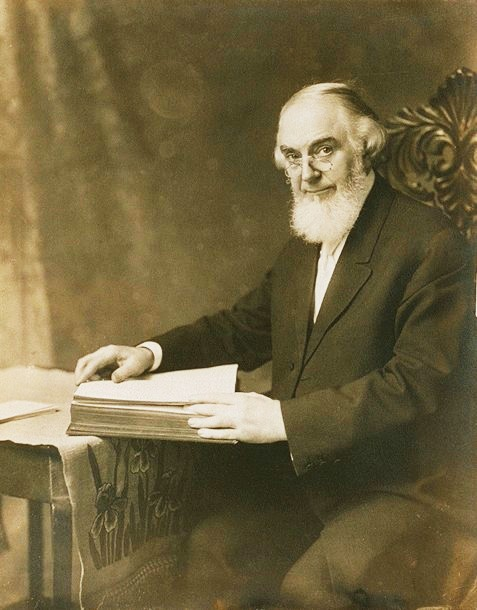
Charles Taze Russell.

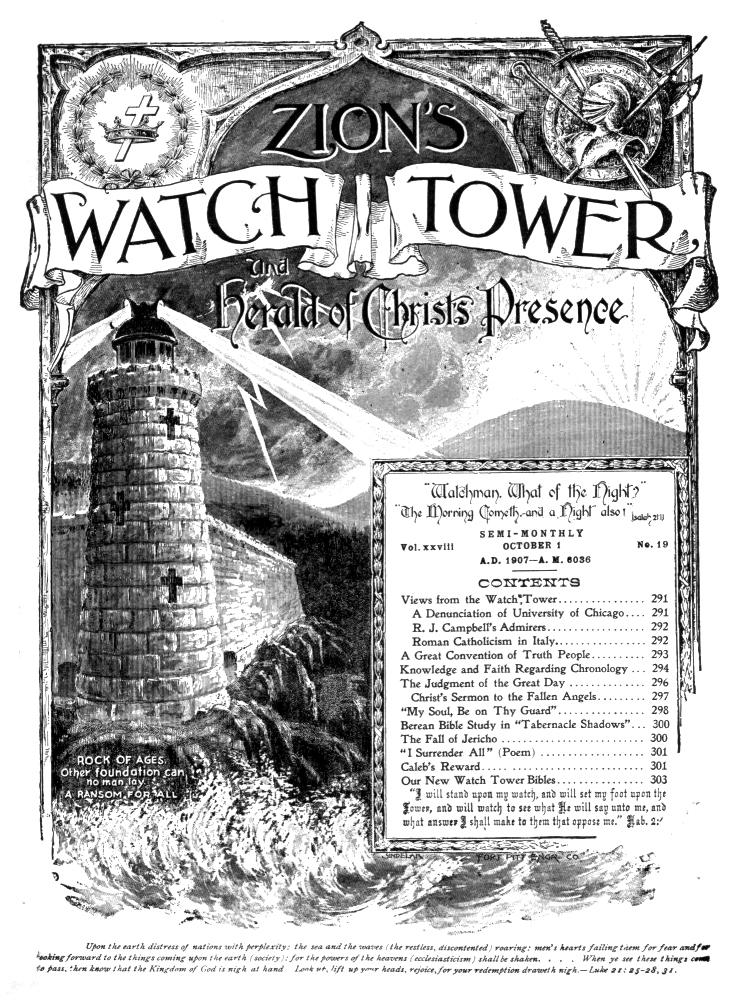
Portada de la revista Zion's Watch Tower del 1 de octubre de 1907.

En 1869, Charles Russell vio una presentación del predicador cristiano adventista Jonas Wendell (influenciado por los milleritas) y poco después comenzó a asistir a un grupo de estudio bíblico adventista en Allegheny, Pensilvania, dirigido por George Stetson. Russell reconoció la influencia de los ministros adventistas, incluido George Storrs, un viejo conocido de William Miller y asistente semi-regular al grupo de estudio bíblico en Allegheny. 
A principios de enero de 1876, Russell conoció a los predicadores adventistas independientes Nelson H. Barbour y John H. Paton, editores del Herald of the Morning, quienes lo convencieron de que Cristo había regresado de manera invisible en 1874. Russell brindó respaldo financiero a Barbour y se convirtió en coeditor de la publicación; La sociedad entre Rusell y Barbour publicó conjuntamente Three Worlds and the Harvest of This World (1877), escrito principalmente por Barbour. Russell continuó desarrollando sus interpretaciones de la cronología bíblica, incorporando además puntos de vista esotéricos. En 1877, publicó 50.000 copias del folleto El objeto y la manera del regreso de Nuestro Señor (he Object and Manner of Our Lord's Return, en inglés), enseñando que Cristo regresaría de manera invisible antes de la batalla de Armagedón. En 1878, estaba enseñando la visión adventista de que el "tiempo del fin" había comenzado en 1799, y que Cristo había regresado invisiblemente en 1874 y había sido coronado en el cielo como rey en 1878. Russell creía que 1878 también marcó la resurrección de los "santos durmientes" (todos cristianos fieles que habían muerto hasta ese momento) y la "caída de Babilonia", que él enseñó como el juicio final de Dios sobre la cristiandad infiel. Octubre de 1914 se consideró el final de un período de cosecha que culminaría con el comienzo del Armagedón, manifestado por el surgimiento de la anarquía mundial y la decadencia y destrucción de la sociedad civilizada., 
Russell rompió con Barbour en julio de 1879 por la doctrina de la expiación sustitutiva y comenzó a publicar su propia revista mensual, Zion's Watch Tower and Herald of Christ's Presence (en español, La Torre del Vigía).Los lectores de Zion's Watch Tower formaron treinta grupos de estudio bíblico en siete estados de los Estados Unidos entre 1879 y 1880, y cada congregación elegía a sus propios ancianos. Estos primeros grupos (llamados "clases") se formaron en Pensilvania, Nueva Jersey, Nueva York, Massachusetts, Delaware, Ohio y Míchigan. La organización de las clases se logró en concertación con creyentes asociados que viajaban a los lugares donde se encontraban los suscriptores de la revista Zion's Watch Tower. En 1880, Russell visitó las congregaciones para llevar a cabo sesiones de estudio de seis horas, enseñando a cada congregación cómo llevar a cabo estudios bíblicos temáticos.
A principios de 1881, Russell predijo que las iglesias ('Babilonia') comenzarían a desmoronarse y que el arrebatamiento de los santos tendría lugar ese año, aunque permanecerían en la tierra como seres espirituales materializados. Russell anunció ese año el reclutamiento de 1000 predicadores y alentó a todos los que eran miembros del "cuerpo de Cristo" a predicar a sus vecinos, a reunir el "pequeño rebaño" de santos, mientras que a la gran mayoría de la humanidad se le daría la oportunidad de obtener la salvación. durante el reinado de 1000 años de Cristo. Los partidarios de Russell se reunieron como congregaciones autónomas para estudiar la Biblia y sus escritos. Russell rechazó el concepto de una organización formal como "totalmente innecesaria" para sus seguidores y declaró que su grupo no tenía registro de los nombres de sus miembros, ni credos ni nombres sectarios.   En febrero de 1884, Rusell señaló: "Cualquiera que sea el nombre que nos llamen los hombres, no nos importa... nos llamamos simplemente cristianos". En 1882, esbozó sus puntos de vista no trinitarios y concluyó que la doctrina no se enseña en la Biblia. 
Entre 1886 a 1904, una serie de publicaciones posteriormente conocidas como Studies in the scriptures (Estudios de las escrituras, en español), darían forma a la ideología y creencias escatológicas del movimiento religioso, basadas además en el interés de Russell por la piramidología y otras prácticas de esoterismo vinculados a la egiptología del siglo XIX como mecanismo de estudio sobre la escatología de la biblia. Siguiendo los puntos de vista de egiptólogos y escritores de la época como John Taylor, Charles Piazzi Smyth y Joseph Seiss, Russell sostenía que la Gran Pirámide de Guiza fue construida por los hebreos (asociándolos con los hicsos) bajo la dirección de Dios. Adoptó la terminología de Seiss, refiriéndose a la pirámide como "la Biblia en piedra". Sostuvo que ciertos textos bíblicos, incluido Isaías 19:19-20, profetizaron una comprensión futura de la Gran Pirámide. Creía que los diversos pasajes ascendentes y descendentes de la pirámide representaban conceptos bíblicos escatológicos como la caída de la civilización humana, la provisión de la Ley Mosaica, la muerte de Cristo y el juicio final y la instauración del reino de dios en la tierra. Los cálculos de Russell se basaron en el supuesto de que cada centímetro de los distintos pasajes representaba un año. Fechas de acontecimientos escatológicos y predicciones como las referidas a los años 1874, 1914 y 1918 y otros años posteriores —adoptadas posteriormente por las presidencias de Rutherford, Knorr y Franz como parte de la ideología y cosmovisión escatológica de las publicaciones de la sociedad Watchtower— surgieron de las hipótesis esotéricas de Russell.
En 1905, Paul S. L. Johnson, uno de los oradores viajeros de "Pilgrim" y exministro luterano, señaló a Russell que sus doctrinas sobre el nuevo pacto habían sufrido un cambio completo: hasta 1880 había enseñado que el Nuevo Pacto sería inaugurado. sólo después de que el último de los 144.000 cristianos ungidos hubiera sido llevado al cielo, pero desde 1881 había escrito que ya estaba en vigor. Russell reconsideró la cuestión y en enero de 1907 escribió varios artículos reafirmando su posición de 1880: que "el nuevo pacto pertenece exclusivamente a la era venidera", y agregó que la iglesia no tenía mediador, sino que Cristo era el "abogado". Russell también afirmó que los cristianos que componen los 144.000 se unirían a Cristo como "coherederos" y mediadores asistentes durante el milenio. El 24 de octubre de 1909, el ex secretario-tesorero de la Sociedad Watch Tower, Ernest C. Henninges, quien para entonces era gerente de la sucursal australiana con sede en Melbourne, escribió a Russell una carta abierta de protesta tratando de persuadirlo a que abandonara la enseñanza y pidiéndole que recurriera a los miembros en ejercicio para examinar su legitimidad. Cuando Russell se negó, Henninges y la mayor parte de la congregación de Melbourne abandonaron el movimiento de Russell para formar New Covenant Fellowship. Cientos de los aproximadamente 10.000 asociados a los Estudiantes de la Biblia también se marcharon, incluido el peregrino Matthew L. McPhail, miembro de los Estudiantes de la Biblia de Chicago, y A. E. Williamson de Brooklyn, quienes formaron los Creyentes del Nuevo Pacto, posteriormente conocidos como el movimiento de los Estudiantes de la Biblia Libres.
En 1910, Russell introdujo el nombre Asociación Internacional de Estudiantes de la Biblia como una forma de identificar su comunidad mundial de grupos de estudio bíblico. Russell explicó que la Asociación sería dirigida y administrada por la People's Pulpit Association (Asociación para el avivamiento popular, en español) que, a su vez, representaba a la Watchtower Bible & Tract Society. Todas las clases de Estudiantes de la Biblia que utilizaban las publicaciones de la Sociedad Watch Tower podían considerarse identificadas con la Asociación y estaban autorizadas a utilizar el nombre Asociación Internacional de Estudiantes de la Biblia en relación con sus reuniones. El nombre también se usó en publicidad y realización de convenciones de Estudiantes de la Biblia.
Para entonces, y en el contexto previo a la Primera Guerra Mundial, el movimiento religioso de Russell ya tenía un alcance internacional. La sociedad Watchtower, brazo financiero y editorial del movimiento, abrió sucursales en Reino Unido (1900), Alemania (1903), Australia (1904) y Suiza (1904), y para 1909, fijó su sede y centro de operaciones en Brooklyn, Nueva York. El estallido de la Primera Guerra Mundial. aunque dio enorme publicidad a las predicciones de Russell, sin embargo, no detuvo un ambiente de creciente descontento en la interna de la organización debido a las excentricidades de su líder.
Tras el fallecimiento de Russell, la presidencia de la Watch Tower Bible and Tract Society of Pennsylvania fue asumida en 1917 por Joseph Franklin Rutherford. La elección de Rutherford como presidente de la organización ocurrió en medio de pugnas y disputas posteriores al fallecimiento de Russell en torno al liderazgo del movimiento y a acusaciones de miembros disidentes que cuestionaban su forma autocrática y autoritaria de gobernar. Durante su presidencia, varias facciones disidentes de las doctrinas y preceptos de Rutherford —decepcionadas además del fiasco de las profecías sobre 1919 y de la forma en cómo Rutherford abordó la situación— se separaron del entonces movimiento de los estudiantes de la Biblia y formaron organizaciones e iglesias disidentes separadas e independientes del control de la Sociedad Watch Tower,, muchas de ellas aún vigentes y activas a fecha de hoy. Para entonces, Rutherford paulatinamente impuso una serie de cambios radicales tanto en las prácticas como en los mecanismos coercitivos en la disciplina congregacional, situación que no fue del agrado de muchos de los adherentes al movimiento. Hacia principios de 1919, una séptima parte de los asociados al movimiento de los estudiantes de la biblia se habían separado de la sociedad, y para fines de la década de 1920, tres cuartos de sus miembros originales ya militaban en iglesias disidentes fuera del control directo de la sociedad Watch Tower y/o en entidades y credos diferentes al movimiento de los estudiantes de la biblia.
Los adherentes a Rutherford -que para entonces eran una minoría de quienes aún estaban asociados al movimiento- tomaron el control administrativo y societario de la Sociedad Watchtower y adoptaron el nombre de Testigos de Jehová en julio de 1931 para diferenciarse y distanciarse radicalmente de quienes eran disidentes a la ideología y puntos de vista de Rutherford, disolviendo de facto el movimiento de los estudiantes de la biblia. 

## Prácticas y disciplina congregacional del movimiento de las estudiantes de la biblia
Los grupos locales de los Estudiantes de la Biblia eran llamados clases (classes). Cada participante traía para la reunión de la clase una biblia, una concordancia, papel y lápiz para discutir sus puntos de vista sobre la Sagrada Escritura. Se hacían semanalmente dos reuniones: una de estudio bíblico (en la noche) y otra de conferencia pública (los fines de semana). Los ancianos eran elegidos democráticamente por los miembros del grupo. Charles Russell visitaba estas clases y pasaba al menos un día con cada grupo realizando estudios bíblicos intensivos, conferencias y sesiones de preguntas y respuestas. El propósito de las clases no era establecer otra denominación sino el proveer asociación voluntaria de creyentes de la Biblia. Para 1916 existían mil doscientas clases en todo el mundo.
Al aumentar del número de los Estudiantes y con el incremento de la circulación mensual de la revista Zion's Watch Tower a diez mil, se programaron convenciones regulares. La primera convención nacional fue en 1893 en Chicago. Allí se hicieron oraciones, discursos, sesiones de preguntas y respuestas y bautismos por inmersión. Después de 1898, las convenciones se hicieron más frecuentes a nivel regional y general. Entre las primeras convenciones fuera de Estados Unidos están la de Toronto, Canadá (1903); Kingston, Jamaica (1905); Londres (1907) y Glasgow, Escocia (1908).
Desde 1894, se inició una actividad llamada pilgrim work (trabajo peregrino). Consistía en visitas llevadas a cabo por predicadores a tiempo completo a los grupos de estudio cercanos para fortalecer a los miembros del grupo y conducir reuniones públicas. El número de estos “trabajadores peregrinos” pasó de tres, en 1897, a una cantidad cercana a los noventa, en 1916.

## Ideología, cosmovisión y escatología del movimiento
Durante la década de 1870, Charles Taze Russell mantenía simpatías con los puntos de vista de las facciones del segundo adventismo lideradas por Nelson H. Barbour, una relación que se mantendía hasta 1879 cuando diversas discrepancias teológicas entre ellos, llevó a Russell a adoptar posiciones que distanciaban radicalmente del movimiento adventista de Barbour y que distinguirían ideológicamente al movimiento de los estudiantes de la Biblia de otros movimientos religiosos restauracionistas de la época.
Russell se asoció con Barbour en 1876, tras simpatizar abiertamente con la comprensión escatológica del movimiento religioso de Barbour.  En 1877, Barbour y Russell publicaron conjuntamente el libro Three Worlds, and the Harvest of This World (en español, Los tres mundos y la cosecha de este mundo) , que reiteraba las enseñanzas anteriores del movimiento religioso de Barbour. Proclamó el regreso invisible de Cristo en 1874,  la resurrección de los santos en 1875, y predijo el final de la "cosecha" y un rapto de los santos al cielo para 1878  y el final definitivo del "día de la ira" en 1914.       1874 fue considerado el final de 6000 años de historia humana y el comienzo del juicio por Cristo.     

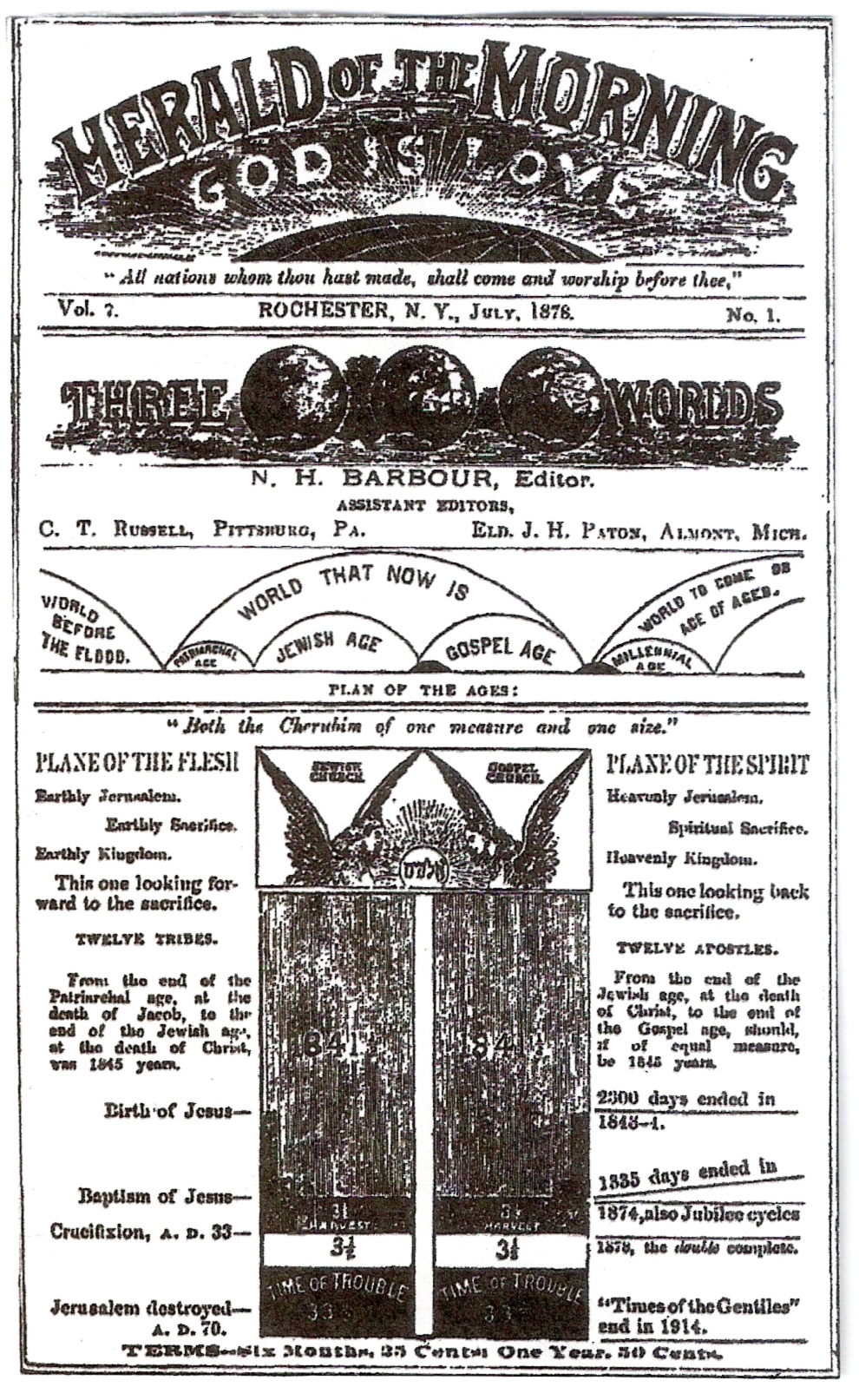
Portada de Herald of the Morning publicación editada por Nelson H. Barbour y Charles Taze Russell en 1878.

La selección de 1878 como el año del rapto de los santos se basó en la aplicación de dispensaciones paralelas , que equiparaban el período de 3 años y medio del ministerio de Cristo con un período de "cosecha" similar después de su parusía . Cuando el rapto no ocurrió, Russell admitió que "se sintieron algo decepcionados", pero tanto Russell como sus simpatizantes decidieron que habría un período adicional de 3 años y medio "haciendo que la cosecha durara siete años".  Los números sucesivos de The Herald of the Morning identificaron el otoño de 1881 como el final de la "cosecha" y el momento probable para el traslado de la Iglesia al cielo. Russell se separó de Barbour por diferencias doctrinales y comenzó a publicar Zion's Watch Tower en julio de 1879. 

#### Esoterismo e interpretaciones escatológicas
Influenciados por las teorías piramidológicas de John Taylor y Charles Piazzi Smyth y otros puntos de vista asociados con el esoterismo, Nelson Barbour y Charles Russell establecieron que la Gran Pirámide de Guiza contenía medidas proféticas en " pulgadas piramidales " que apuntaban tanto a 1874 como a 1914. Russell veía la Gran Pirámide como "la piedra testigo y profeta de Dios".  Smyth revisó el manuscrito de Russell sobre la Gran Pirámide antes de su publicación. Russell le atribuyó a él y al escritor escocés Robert Menzies la opinión de que "la Gran Pirámide es el 'Testigo' de Jehová, y que era un testigo tan importante de la verdad divina como de la ciencia natural". 
Las fechas proféticas derivadas de las mediciones dentro de la Gran Pirámide se consideraron complementarias a las interpretaciones bíblicas. Russell incluyó la Gran Pirámide como parte de su producción cinematográfica y de diapositivas en color El fotodrama de la creación en 1914, sugiriendo que la Gran Pirámide fue construida por el rey-sacerdote del Antiguo Testamento Melquisedec .   También se publicó una edición especial del primer volumen de Estudios de las Escrituras , que se tituló El plan divino de las eras y el testimonio corroborativo de la Gran Pirámide . De acuerdo con los deseos de Russell, se erigió una réplica de una pirámide de 2,1 m (7 pies) de alto en su tumba en Pittsburgh , Pensilvania, con su piedra angular "modelada según la piedra angular de la Gran Pirámide de Egipto, simbólica de Cristo". 

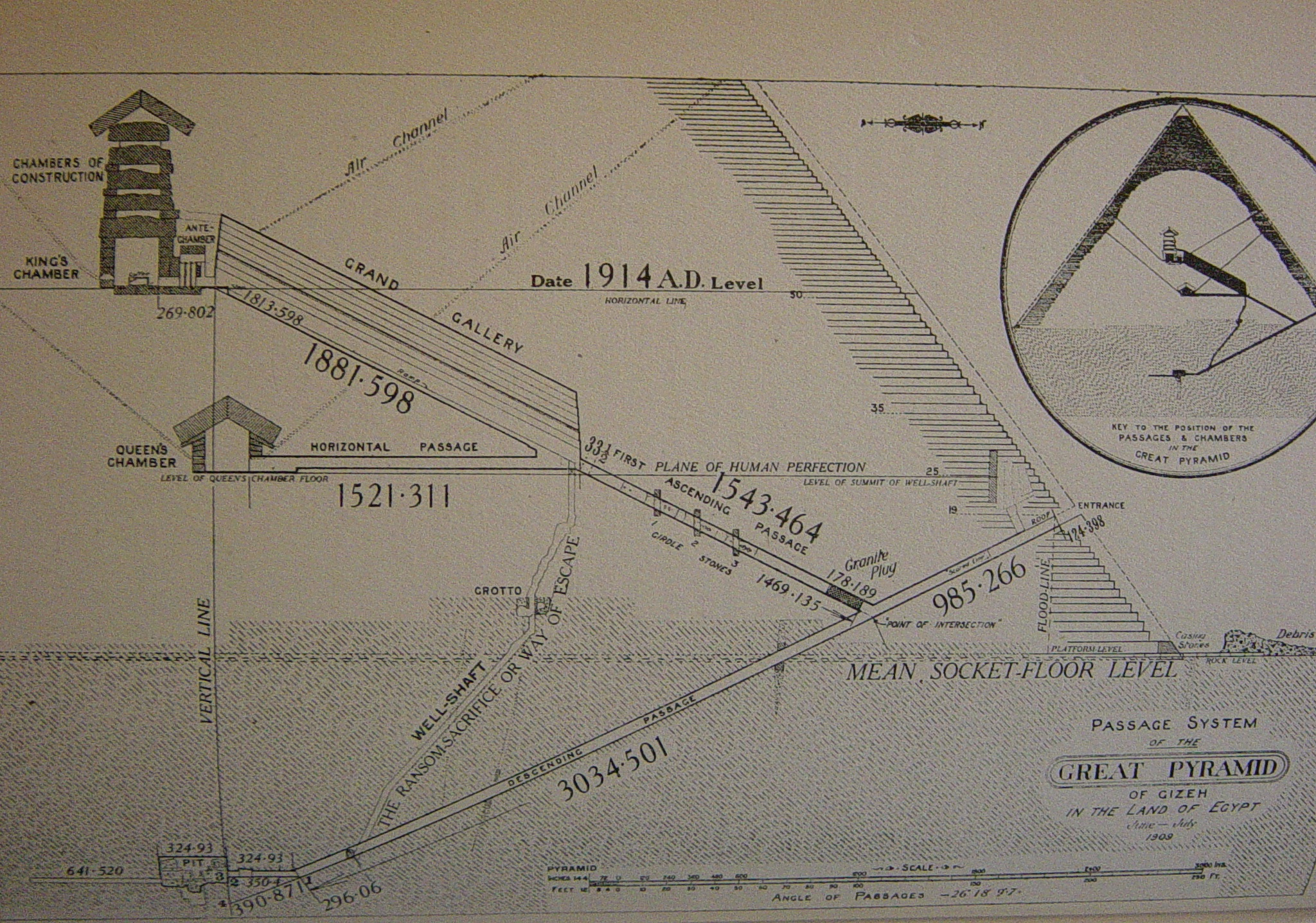
Las publicaciones de la Sociedad Watchtower entre los años 1881 a 1929 incluían interpretaciones esotéricas acerca del fin del mundo y el regreso de Cristo en base a las interpretaciones sobre la gran pirámide de Guiza. En base a estas interpretaciones se adoptó la fecha de 1914 como fecha profética, interpretación posteriormente adoptada por las facciones afines a la sociedad Watchtower en 1931, a pesar de la posición adoptada por Rutherford posterior a 1925.

Las interpretaciones de Russell de la Gran Pirámide fueron apoyadas por los escritos de John y Morton Edgar, quienes fueron miembros prominentes de su movimiento.  Russell había declarado primero que 1874 se derivó de una medida de 3416 pulgadas piramidales,  pero la medida fue revisada en la edición de 1910 a 3,457 pulgadas (87,8 m) para apuntar a 1915. Tanto John como Morton Edgar afirmaron que la revisión en la medida y el cambio en la fecha fue el resultado de errores cometidos por Smyth.  
A principios de la década de 1920,  la importancia de las predicciones piramidológicas para 1914 se reinterpretó para significar que "el viejo orden maligno comenzó a desaparecer en 1914".  En 1924, un número de Golden Age se refirió a la Gran Pirámide como "la Biblia científica" y agregó que las mediciones en la Gran Galería dentro de la Gran Pirámide confirmaron las fechas de 1874, 1914 y 1925.  De manera similar, la publicación de 1924 The Way to Paradise se refiere a la Gran Pirámide como "la Biblia en piedra" y concluye:

Es muy probable que Sem, hijo de Noé, un fiel siervo de Dios, estuviera a cargo de su construcción. En ella se han descubierto algunos de los secretos más profundos de la ciencia geométrica, geográfica, astronómica y matemática. La pirámide también describe a su manera peculiar el mismo plan de Dios que encontramos en la Biblia, y fecha de antemano algunos de los acontecimientos más notables que han ocurrido en la historia de la humanidad. Da la fecha del éxodo de los hijos de Israel de Egipto, y la fecha del nacimiento y muerte de Jesús. Da la fecha de la revolución francesa como 1789, y la gran guerra mundial como 1914, además de muchas más. Fue construida más de quinientos años antes de que Moisés escribiera cualquier parte de la Biblia. Está tan adelantada a la sabiduría de esa época que ningún hombre podría haber sido el arquitecto. Su armonía con las enseñanzas bíblicas prueba que Dios la diseñó... 

A partir del ascenso de Joseph Rutherford como líder de las facciones afines a la sociedad Watchtower, las facciones afines a Rutherford paulatinamente dejaron de lado cualquier mención explícita sobre la gran pirámide de Guiza en sus publicaciones, aunque mantuvieron en las siguientes décadas muchas de las creencias esotéricas establecidas por Russell respecto del apocalipsis y la cronología sobre el fin del mundo, como la adopción de 1914 como fecha profética.

#### Dispensaciones paralelas y otros puntos de vista escatológicos
Russell conservó algunas de las ideas escatológicas de Barbour después de que se separaron. Basando sus interpretaciones en un concepto de "dispensaciones paralelas", Russell enseñó que si bien Jesús estaba presente invisiblemente en la tierra, también fue nombrado rey de ella en 1878. Creía que Dios había rechazado a la "Iglesia nominal", considerada como "Babilonia la Grande", en 1878.  Russell enseñó que en 1878 Cristo resucitó a todos los "muertos en Cristo" como seres espirituales para estar con él en la tierra a la espera de una futura glorificación en el cielo.  
El resto de los 144.000 que morirían después de 1878 resucitarían al momento de su muerte. Se decía que estos seres espirituales invisibles resucitados, junto con Cristo en la Tierra, estaban ocupados en dirigir una obra de cosecha que se extendió desde 1874 hasta 1914 para reunir al resto de aquellos que habían recibido el llamamiento celestial.  Posteriormente, Russell moderó su punto de vista sobre el significado de 1881, al afirmar que la “puerta” para la reunión de la Novia de Cristo “está entreabierta”.  
Russell afirmó que la culminación del Armagedón ocurriría en 1914, precedida por la reunión de todos los santos, tanto resucitados como vivos, en el cielo. Basándose en las mediciones de la Gran Pirámide de Giza , se esperaba que este "pasar más allá del velo" o rapto ocurriera "antes del fin del año 1910 d. C."  Russell enumeró siete expectativas para 1914 en el libro El tiempo está cerca:

1. El reino de Dios tomaría el control total de la tierra "sobre las ruinas de las instituciones actuales";
2. Cristo estaría presente como el nuevo gobernante de la tierra;
3. El último del "sacerdocio real, el cuerpo de Cristo" sería glorificado con Cristo;
4. Jerusalén ya no sería “hollada por los gentiles”;
5. "La ceguera de Israel comenzará a desaparecer";
6. El gran "tiempo de angustia" alcanzaría su culminación de anarquía mundial;
7. El Reino de Dios “heriría y aplastaría la imagen gentil, y consumiría por completo el poder de estos reyes”.

En 1911, Russell escribió que octubre de 1914 sería testigo del "fin total" de Babilonia, o el cristianismo nominal, "completamente destruido como sistema". Al principio, las esperanzas para 1914 se extendieron hasta "cerca del final de 1915 d. C."  Unos meses antes de su muerte en octubre de 1916, Russell escribió: "Creemos que las fechas han demostrado ser bastante correctas. Creemos que los Tiempos de los Gentiles han terminado. ... El Señor no dijo que toda la Iglesia sería glorificada para 1914. Simplemente lo inferimos y, evidentemente, nos equivocamos."  Él interpretó la guerra en Europa como la primera de tres fases del Armagedón y la destrucción de la cristiandad que tendría lugar en 1918.    
Siguiendo el ejemplo de Russell, el libro The Finished Mystery  hizo hincapié en los acontecimientos que tendrían lugar en 1918. Se esperaba que en 1918 se destruyeran las iglesias de la cristiandad y que "millones de miembros de las iglesias" murieran. The Finished Mystery propuso la primavera de 1918 para la glorificación de la Iglesia y sugirió que podría ocurrir el día de la Pascua de ese año. Las primeras ediciones de The Finished Mystery predijeron el fin de la Guerra Mundial "en algún momento alrededor del 1 de octubre de 1917", pero esta afirmación se cambió en ediciones posteriores. [También predijo la destrucción de los gobiernos en 1920.    
Las predicciones para 1920 fueron descartadas antes de que llegara ese año, a favor de una nueva cronología. En 1918-1919, Joseph Franklin Rutherford , segundo presidente de la Sociedad Watch Tower, inauguró una serie mundial de conferencias titulada "¡Millones que ahora viven no morirán jamás!", reproducida más tarde en forma de folleto. Proporcionó una reinterpretación del significado del año 1914, ahora visto como el comienzo de los "últimos días". Incluyó nuevas predicciones para 1925, incluida la resurrección de los patriarcas bíblicos Abraham , Isaac y Jacob y otros personajes del Antiguo Testamento , conocidos como "príncipes".  Su regreso marcaría el comienzo de un nuevo orden, a partir del cual millones de personas que vivían en ese momento podrían vivir para siempre.  . Los anuncios en los periódicos sobre la conferencia enfatizaban las afirmaciones de Rutherford, ejemplo de ello fue lo publicado en un periódico de Marion, Ohio , que decía: "Se probará de manera concluyente... que miles de personas que ahora viven en Marion y sus alrededores nunca morirán". 
El libro afirmaba que 1925 estaría entre las fechas "selladas con la aprobación de Dios" y la revista La Torre del Vigía describió la evidencia de la cronología en torno a 1925 como más fuerte que la de 1914,  pero reconoció decepciones en torno a predicciones anteriores y advirtió que "todo lo que algunos esperan ver en 1925 puede no suceder ese año", y que las expectativas podrían ser "un medio de prueba y cribado".  Cuando 1925 también pasó sin incidentes, la asistencia a las reuniones entre los Estudiantes de la Biblia disminuyó drásticamente en algunas congregaciones y la asistencia a la Conmemoración anual disminuyó de manera estrepitosa entre 1925 y 1928.
Previo a la disolución de facto del movimiento de los estudiantes de la Biblia, las facciones afines a Joseph Rutherford cambiaron radicalmente muchas de sus cronologías después del fracaso de estas expectativas escatológicas.  En julio de 1920, la sociedad Watchtower declaró por primera vez que Cristo había sido entronizado como rey en el cielo en 1914, no en 1878.  Una publicación de 1927 transfirió el momento de la "resurrección de los santos" de 1878 a 1918,  explicando que serían resucitados como criaturas espirituales a la vida celestial para estar con Cristo allí.   
En 1929, el comienzo de los " Últimos Días " fue cambiado de 1799 a 1914 y el cambio de la "Presencia de Cristo" de 1874 a 1914 fue indicado por primera vez en 1930.  La Segunda Venida de Cristo fue explicada nuevamente como un "cambio de atención" a la tierra, con Cristo permaneciendo en el cielo—un alejamiento de la enseñanza anterior de un retorno literal a la tierra. El juicio de "Babilonia la Grande" fue cambiado de 1878 a 1919 con la publicación del libro Luz en 1930. Otras doctrinas adoptadas por Rutherford y Russell antes de la disolución de facto del movimiento de los estudiantes de la biblia adoptadas por Rutherford y las facciones afines a la Sociedad Watchtower en 1931 en oposición radical a las facciones disidentes a Rutherford, fueron rectificadas, reinterpretadas u eliminadas de su ideología y cosmovisión escatológica, especialmente a partir del cisma tras las predicciones sobre 1975. 

## Cisma y disolución del movimiento (1909-1931)

Línea de tiempo de los cismas ocurridos durante la vigencia del movimiento de los estudiantes de la biblia (1871-1931).

### Primer cisma
Algunas congregaciones se separaron de la Watch Tower en 1909 debido a la negativa de Russell de abandonar nuevas ideas, introducidas por él, sobre el nuevo pacto y el rescate de Jesucristo. Esas congregaciones originaron posteriormente a Los Estudiantes de la Biblia Libres.[cita requerida]

### Segundo cisma
Al morir Charles Taze Russell, Joseph Franklin Rutherford fue escogido como presidente de la Watch Tower en enero de 1917. Algunos miembros del movimiento, incluidos cuatro de los siete directores de la Watch Tower, se opusieron a lo que consideraron una conducta autocrática de Rutherford. Quienes no aceptaron la presidencia de Rutherford formaron los siguientes grupos:
- Asociación de los Estudiantes de la Biblia El Alba
- Berean Bible Institute
- Independent Bible Students
- Laymen's Home Missionary Movement (fundado por Paul S. L. Johnson en 1919)
- Pastoral Bible Institute
- StandFast Bible Students Association

#### Testigos de Jehová
Las facciones adherentes al personalismo de Joseph Franklin Rutherford y la sociedad Watchtower adoptaron la denominación de testigos de Jehová el 26 de julio de 1931, durante la asamblea de Columbus, Ohio, celebrada entre el 24 y el 30 de julio de 1931. Bajo esta nueva estructura organizacional, Rutherford instauró a partir de 1931 una serie de cambios a la doctrina que lo diferenciarían en su ideología y disciplina congregacional de las iglesias disidentes que se separaron del movimiento de los estudiantes de la biblia tras el cisma posterior al fiasco de las profecías y predicciones sobre 1919 y a la elección de Rutherford.